# Domaine de Kumamoto
 (mai 2019).
Si vous disposez d'ouvrages ou d'articles de référence ou si vous connaissez des sites web de qualité traitant du thème abordé ici, merci de compléter l'article en donnant les références utiles à sa vérifiabilité et en les liant à la section « Notes et références ».
Le domaine de Kumamoto (熊本藩, Kumamoto-han) est un domaine féodal japonais de la province de Higo (de nos jours préfecture de Kumamoto), partiellement dans la province de Bungo, actuellement préfecture d'Oita. Il est également connu sous le nom domaine de Higo (肥後藩, Higo-han). Le quartier général du domaine se trouvait au château de Kumamoto dans la ville moderne de Kumamoto.

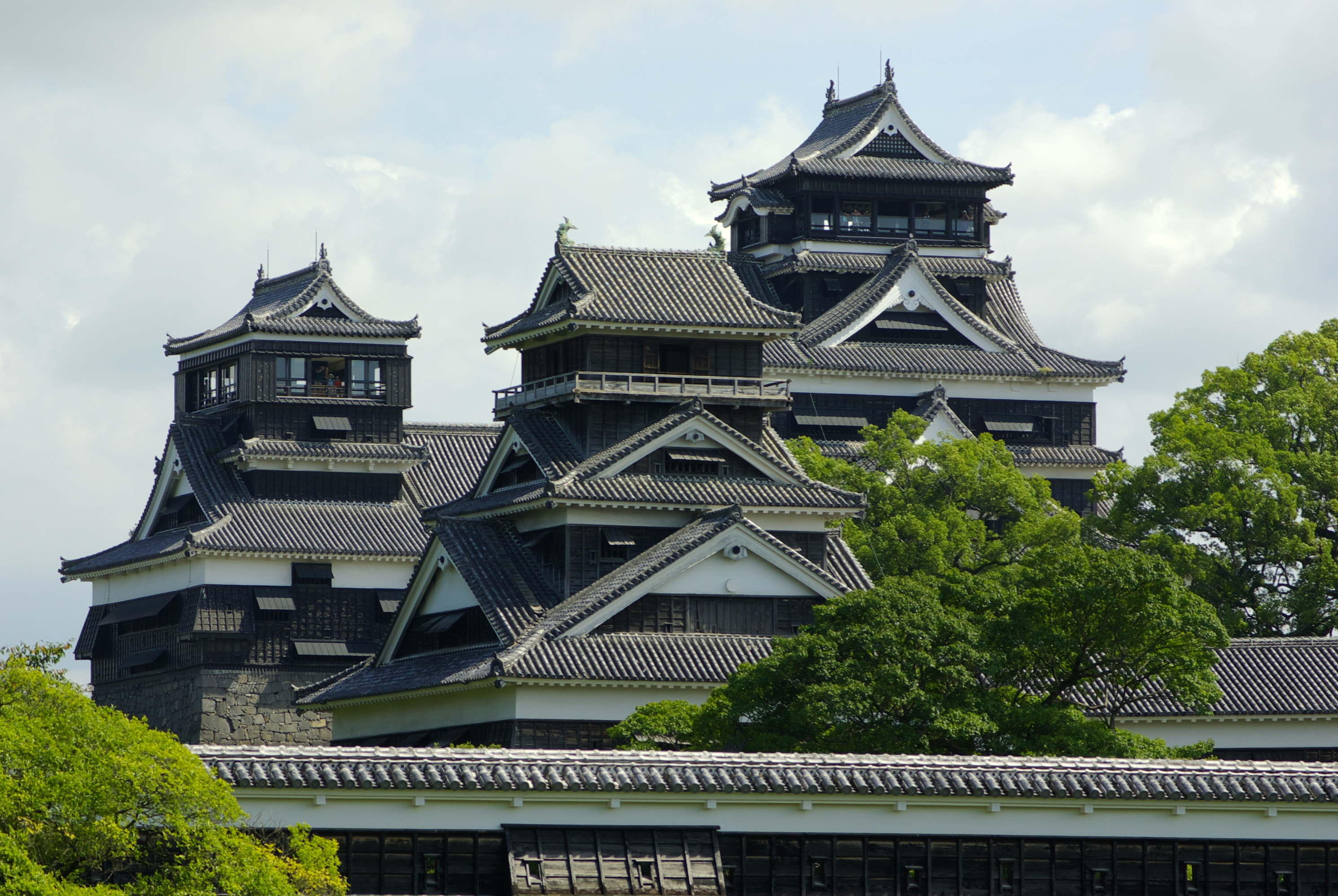
Château de Kumamoto.

## Liste des daimyos
- Clan Katō, 1588-1632 (tozama daimyo ; 520 000 koku)

1. Katō Kiyomasa
2. Katō Tadahiro

- Clan Hosokawa, 1632-1871 (tozama daimyo ; 540 000 koku)

1. Hosokawa Tadatoshi
2. Hosokawa Mitsunao
3. Hosokawa Tsunatoshi
4. Hosokawa Nobunori
5. Hosokawa Munetaka
6. Hosokawa Shigekata
7. Hosokawa Harutoshi
8. Hosokawa Narishige
9. Hosokawa Naritatsu
10. Hosokawa Narimori
11. Hosokawa Yoshikuni
12. Hosokawa Morihisa